# Inga Greta Broman
Ingrid Margareta (Inga Greta) Kerstin Teodora Broman (gift Brundin), född 18 september 1909 i Borås i Västergötland, död 9 december 1997 i Ängelholm i Skåne, var en svensk friidrottare. Hon var en pionjär inom svensk damidrott.

## Biografi
Inga Greta Bromans största idrottsmerit blev bronsmedaljen i höjdhopp vid de andra Internationella Kvinnliga Idrottsspelen 1926 i Göteborg.
Vid Idrottsspelen hoppade hon 1,40 meter och kom på tredje plats efter vinnaren franskan Hélène Bons med 1,50 meter och engelskan Hilda Hatt på andra plats med 1,45 meter. På fjärde plats kom svenska Ann-Margret Ahlstrand.
Inga Greta Broman var från 1937 gift med metallurgen och friidrottaren Nils Brundin, med vilken hon hade två söner. Makarna Brundin är begravda på Kapellkyrkogården i Falkenberg.